# سان-جون-دو-تورينيو
سان-جون-دو-تورينيو (بالفرنسية: Saint-Jean-de-Thurigneux)‏ هي بلدية فرنسية تقع في إقليم الآن. رمز إنسي لها هو:1362. أما الرمز البريدي لها فهو: 1390.